# Lajkovac
Lajkovac (serbocroata cirílico: Лајковац) es un municipio y villa de Serbia perteneciente al distrito de Kolubara del oeste del país.
En 2011 tiene 15 475 habitantes, de los cuales 3249 viven en la villa y el resto en las 18 pedanías del municipio. La mayoría de la población se compone étnicamente de serbios (14 381 habitantes), existiendo una importante minoría de gitanos (775 habitantes).
Se ubica unos 20 km al noreste de Valjevo. Por la localidad pasa el ferrocarril de la línea Belgrado-Bar.

## Pedanías
Junto con Lajkovac, pertenecen al municipio las siguientes pedanías:
- Jabučje
- Lajkovac (pueblo)
- Bogovađa
- Nepričava
- Vračević
- Donji Lajkovac
- Rubribreza
- Markova Crkva
- Ratkovac
- Pridvorica
- Mali Borak
- Skobalj
- Pepeljevac
- Slovac
- Stepanje
- Strmovo
- Bajevac
- Ćelije